# Dieter Eckstein
Dieter Eckstein (Kehl, 12 marzo 1964) è un ex calciatore tedesco, di ruolo attaccante.

## Palmarès

### Club

#### Competizioni nazionali
- Campionato tedesco di seconda divisione: 1

Norimberga: 1984-1985